# Pilgrims Way
Pilgrims Way es una novela de ficción histórica publicada en Reino Unido en 1988 por el escritor británico nacido en Zanzíbar (Tanzania) y ganador del Premio Nobel, Abdulrazak Gurnah. Es la segunda novela de Gurnah y fue publicada por primera vez por Jonathan Cape en el Reino Unido.

## Argumento
El protagonista de la novela es Daud (que recibe su nombre de la figura bíblica David), un inmigrante de Tanzania que llega a Inglaterra y trabaja como ordenanza en un hospital en Canterbury en la década de 1970. Daud sufre abusos racistas por parte de skinheads y otros y, como resultado, comienza a sentirse temeroso y abatido. Este comienza a desarrollar un vínculo romántico con Catherine Mason, una enfermera empleada en el mismo hospital en el que él trabaja. Otros de sus amigos incluyen a Lloyd, un hombre blanco con tendencias racistas, y Karta, un nacionalista negro panafricano.

## Recepción
El crítico Jopi Nyman sostiene que Pilgrims Way, al igual que otras novelas de Gurnah como: By the Sea (2001) y Desertion (2005), muestra «un interés en las estructuras de sentimiento generadas por la migración y el exilio». María Jesús Cabarcos Traseira cree que esta novela es como una pastoral en la que Daud se «transforma» a través de «momentos de armonía con la naturaleza». Las críticas Ann Blake, Leela Gandhi y Sue Thomas, al comparar Pilgrims Way con otras novelas de Gurnah como Dottie (1990) y Admiring Silence (1996), afirman que Pilgrims Way «retoma las dañinas experiencias cotidianas de la migración y la britanicidad negra».
En el Trinidad and Tobago Newsday, Debbie Jacob escribió: «Pilgrim’s Way demuestra la notable moderación de Gurnah al presentar las historias de sus personajes. Es un maestro en ese viejo consejo de escritura: "Muestra, no cuentes". Gurnah muestra las complejas vidas y sentimientos de sus personajes sin decirle al lector qué sentir o pensar. Esto evoca empatía y permite al lector experimentar, aunque sea indirectamente, los conflictos y la ambigüedad que atraviesan los inmigrantes en sus conflictivas vidas».